# Новобуринский сельсовет
Новобуринский сельсовет — муниципальное образование в Краснокамском районе Башкортостана.
Административный центр — село Новая Бура.

## История
Согласно Закону о границах, статусе и административных центрах муниципальных образований в Республике Башкортостан имеет статус сельского поселения.

## Население
| 2002  | 2009  | 2010  | 2012  | 2013  | 2014  | 2015  |
| ----- | ----- | ----- | ----- | ----- | ----- | ----- |
| 2461  | ↗2570 | ↘2438 | ↘2371 | ↘2347 | ↗2367 | ↘2332 |
| 2016  | 2017  | 2018  |       |       |       |       |
| ↘2286 | ↘2223 | ↘2158 |       |       |       |       |

## Состав сельского поселения
| № | Населённый пункт | Тип населённого пункта          | Население |
| - | ---------------- | ------------------------------- | --------- |
| 1 | Новая Бура       | деревня, административный центр | ↘593      |
| 2 | Новый Буртюк     | деревня                         | ↘527      |
| 3 | Старый Буртюк    | деревня                         | ↘364      |
| 4 | Киреметево       | деревня                         | ↗341      |
| 5 | Маняк            | деревня                         | ↘97       |
| 6 | Старая Бура      | деревня                         | ↘251      |
| 7 | Мрясово          | деревня                         | ↘81       |